# Фабіо Скоццолі
Фабіо Скоццолі (італ. Fabio Scozzoli, 8 серпня 1988) — італійський плавець.
Учасник Олімпійських Ігор 2012 року.
Призер Чемпіонату світу з водних видів спорту 2011 року.
Чемпіон світу з плавання на короткій воді 2012 року, призер 2010, 2014, 2016 років.
Чемпіон Європи з водних видів спорту 2010, 2012 років, призер 2018 року.
Чемпіон Європи з плавання на короткій воді 2010, 2011, 2012, 2015, 2017 років, призер 2019 року.
Призер літньої Універсіади 2009 року.